# Spirou chez les Soviets
Spirou chez les Soviets est un album de la série Spirou et Fantasio, écrit par Frédéric Neidhardt et dessiné par Fabrice Tarrin. Cet album est désormais considéré par l'éditeur comme le 1er album de la série "une aventure classique". A l'origine, Il s'agissait de la dix-septième histoire éditée de la collection Le Spirou de…. 
Parue dans le magazine Spirou à partir du no 4249 (18 septembre 2019), l'histoire est éditée sous forme d'album le 4 septembre 2020.

## Résumé
L'histoire se déroule au début des années 1960. John Kennedy est le président des États-Unis et Nikita Khrouchtchev est à la tête de l'Union soviétique.
Des agents du Bloc de l'Est sont envoyés en Belgique et enlèvent le comte de Champignac.
Fantasio, en fouillant dans les affaires du comte, découvre que ce dernier faisait des recherches en lien avec un projet secret soviétique, le GPS (Globalni Proyekt Sovietskiy). Mais Spip, leur petit écureuil, a été touché par un mystérieux rayon qui l'a paralysé et qui le fait se pointer vers l'est, comme une boussole.
Spirou et Fantasio se rendent au journal Dupuis et demandent à faire un reportage en Union Soviétique. La direction ayant accepté, ils prennent l'avion en direction de Moscou. Arrivé dans la capitale russe, ils sont pris en charge par Natalia, leur guide. Pendant que Fantasio trinque avec Natalia, Spirou a pris Spip avec lui et tente de retrouver le comte de Champignac. Ce dernier a été fait prisonnier par Lyssenko, un savant fou qui dit avoir découvert le « gène du communisme ». Il ordonne à Champignac de multiplier les effets d'une molécule, l'« astalyne marxoïde », qui permettrait de convertir tous les humains en bons communistes. Converti au marxisme par une injection d'astalyne marxoïde, Champignac obtempère,.

## Analyse
La profusion de références à la pop culture en général et à la bande dessinée franco-belge en particulier, sont une des caractéristiques les plus soulignées par les articles traitant de cet album. La présence du café Pouchkine et de divers lieux reconnaissables de Russie, mais surtout les clins d’œil à Tintin (dont le titre, à comparer à Tintin au pays des Soviets), au magazine Pif Gadget, la présence des héros d’André Franquin (Gaston Lagaffe, Boulier le comptable, De Mesmaeker, Lebrac...), ainsi que les apparitions du scénariste Raoul Cauvin et de l'éditeur Charles Dupuis, sont autant de particularités qui distinguent fortement cette histoire. Les sites spécialisés ActuaBD et Comixtrip, perçoivent ces hommages positivement et considèrent qu'ils participent au charme de l'album, tandis que Planete BD précise que ces caméos ne gâchent ni la lecture, ni le rythme de l’aventure,,.

## Publication

### Périodiques
- Journal Spirou : du no 4249 du 18 septembre 2019 au no 4278 du 8 avril 2020[7],[8],[9]

### Albums
- Édition originale : 54 planches, format normal. Dupuis, 2020 (DL 08/2020) (ISBN 978-2-8001-6955-2)[1]
- Édition grand format : 54 planches, grand format. Limitée à 4000 exemplaires commercialisés. Dupuis, 2020 (DL 08/2020) (ISBN 979-10-34752-67-6)[1]
- Édition de luxe : 104 planches, format 30×42 cm. Limitée à 350 exemplaires commercialisés. Dupuis, 2020 (DL 09/2020) (ISBN 979-10-94988-71-8)[1]